# Agir
Bernardo Correia Ribeiro de Carvalho Costa, mais conhecido como Agir (Lisboa, 18 de março de 1988), é um cantor, compositor, produtor musical e músico português. É um dos artistas pop portugueses mais bem-sucedidos da década de 2010.

## Biografia
Bernardo Costa nasceu em Lisboa, filho do cantor Paulo de Carvalho e da atriz Helena Isabel. Começou a sua carreira musical aos 5 anos, cantando fado, compondo e produzindo as suas próprias músicas, que disponibilizava gratuitamente na internet. Passou depois dois anos em tournée com o pai. "Desde muito novo fui obrigado a ouvir música, por causa do meu pai. Gosto muito de cantar e tocar e, aos 12 anos, comecei a gravar a minha própria música", afirmou Bernardo. Por esta altura já tinha adotado o nome artístico "Agir". "As pessoas costumam dizer-me para pensar duas vezes antes de agir, e eu prefiro agir duas vezes antes de pensar", explica o próprio, justificando a escolha do seu nome artístico. Ainda adolescente, começou a formar o seu reportório, largamente influenciado pelo dancehall, mas igualmente com traços de hip-hop, reggae, soul, e R&B. A sua música foi conquistando um número imenso de fãs através da sua divulgação nas redes sociais, com destaque para o Youtube (curiosamente, a grande maioria dos mais de 200 temas de Agir que constam no Youtube não foram lá colocados pelo cantor, mas sim por fãs). O primeiro grande sucesso de Agir, nomeadamente entre o público adolescente, foi o tema "Wella". 
Com a fadista Milene Candeias, integrou o projeto TribUrbana, que participou no Festival RTP da Canção de 2007, com o tema "Dá-me a Lua". O tema terminou em 4º lugar, com 3046 votos.
Agir esteve envolvido num grupo musical virtual, os 3D (constituído pelas personagens Dani, Dudas e Didi), projeto dirigido a um público infantil e pré-adolescente. Um dos temas do grupo, "A Nossa Idade Vai Virar", retirado do álbum Vai na Tua Onda, faz parte da banda sonora de uma das temporadas da série Morangos com Açúcar. 
Agir compôs entretanto para nomes como Mariza, Rita Guerra, a sua irmã Mafalda Sacchetti e para o seu pai, para quem compôs a música "Meu Mundo Inteiro" (inicialmente gravada pelo próprio Agir com o nome "Balada"). A música foi editada em 2008 no álbum "Do Amor", de Paulo de Carvalho. Mais tarde, o pai de Agir voltou a gravar em dueto com Mariza.
A 29 de julho de 2010, a editora Vidisco lançou o seu disco de estreia, intitulado simplesmente Agir. Entretanto, foi o autor da banda sonora da peça de teatro "As Encalhadas", protagonizada pela sua mãe, por Maria João Abreu e Rita Salema e que estreou em outubro de 2010.
Apresenta-se ao vivo no Festival Sudoeste. Em 2013, apresenta o tema "Alma Gémea", a que se segue o EP Alma Gémea - The Soul Sessions Experience, no mesmo ano, e a mixtape - que, na verdade, é um EP - #AGIRISCOMING (ambos os corpos de trabalho foram disponibilizados sob a forma de download gratuito), em 2014. É com estes dois corpos de trabalho que Agir faz a sua transição para uma sonoridade MAIS soul, R&B e pop - deixando para trás o dancehall -, conseguindo verdadeiramente penetrar no cenário mainstream.
O segundo álbum, Leva-me a Sério, foi editado em 2015 e tornou-se um grande sucesso, atingindo o n.º 1 do top português de álbuns (de facto, o álbum estreou-se na vice-liderança do top e só alcançou o n.º 1 59 semanas depois de ter sido lançado) ,acabando por lhe ser atribuído o galardão de platina (15.000 exemplares vendidos). Inclui temas como "Are You Ready?", "Tempo É Dinheiro" e "Como Ela É Bela". . Curiosamente, a 1ª edição de "Leva-me a Sério", lançada em março desse ano, não inclui aquele que é, provavelmente, o maior êxito de Agir: "Parte-me o Pescoço". O hit já está, porém, presente na 2ª edição do álbum, lançada em dezembro de 2015.
Agir fez a direção artística do espetáculo "Intemporal", comemorativo dos 54 anos de carreira de Paulo de Carvalho, que se realizou no Tivoli em 12 de abril de 2016. Também em 2016, Agir realiza concertos no Coliseu do Porto e Coliseu dos Recreios, que contaram com convidados especiais, como Blaya, C4 Pedro e Filipe Gonçalves, entre outros. .
Em 2017, fez parte do painel de jurados do talent show Just Duet, da SIC, juntamente com o pai, Héber Marques e Gisela João. Também nesse ano, participou vocalmente numa nova versão de "O Meu Mundo Inteiro", juntamente com o pai. A faixa foi incluída no álbum Duetos, de Paulo de Carvalho, lançado em 2017. O álbum foi idealizado na totalidade por Agir.
"Manto de Água", tema lançado no 1.º trimestre de 2017 e que conta com a colaboração de Ana Moura, é o tema de apresentação do terceiro disco de Agir, No Fame. Seguiram-se os singles "Pensa em Nós" (2017), "Minha Flor" (2017) e "Até ao Fim" (2018), sendo este último uma colaboração com Diogo Piçarra. Em abril de 2018, lançou dois singles com uma componente mais hip hop, "Falas Demais" e "Vai Madonna!!!". O álbum No Fame foi lançado a 4 de maio de 2018 e inclui os singles "Manto de Água", "Minha Flor", "Até ao Fim", "Falas Demais" e "Vai Madonna!!!". No Fame acabou por alcançar pouco sucesso comercial comparativamente ao álbum anterior de Agir.
No outono de 2018, e no seguimento de uma atuação na rádio Mega Hits FM em que cantou o êxito "Coração Não Tem Idade (Vou Beijar)", do cantor português Toy, Agir acabou por lançar a cover como single.
Em 2021, Agir levou a cabo o projeto Eulália, que homenageia artistas portugueses icónicos, iniciando aquilo que pode ser considerada uma fase mais madura da sua carreira.
Em 2022, lança o álbum Cantar Carneiros, que revela um profundo contraste relativamente aos seus álbuns anteriores, com uma sonoridade mais "acústica" e letras mais intimistas. O álbum inclui "Prescrever" (2021), uma canção inspirada pela deceção popular relativamente ao rumo da Operação Marquês.
Em 2024, Agir regressa às sonoridades "urbanas" com o seu segundo EP, IMPERFEITO V2.
Para além da usa vertente como vocalista e compositor, Agir é também um prolífico produtor, tendo tido, por exemplo, grande influência na carreira de Carolina Deslandes.

## Vida pessoal
Em novembro de 2016, Agir pediu a namorada, Catarina Gama, em casamento, no Coliseu dos Recreios.  Os dois casaram-se a 8 de setembro de 2017.

## Discografia

### Álbuns de estúdio
| Título           | Ano  | Posição máxima | Certificação (AFP) |
| Título           | Ano  | POR            | Certificação (AFP) |
| ---------------- | ---- | -------------- | ------------------ |
| Agir             | 2010 | —              |                    |
| Leva-me a Sério  | 2015 | 1              | Disco de Platina   |
| No Fame          | 2018 | 3              |                    |
| Cantando Abril   | 2021 | —              |                    |
| Cantar Carneiros | 2022 | 19             |                    |

### EP
- Alma Gémea - The Soul Sessions Experience (2013)
- IMPERFEITO V2 (2024)

### Mixtapes
- #AGIRISCOMING (2014)[18]

### Singles
| Título                                              | Ano de lançamento | Ano de entrada no Top Português de Singles | Posição máxima no Top Português de Singles | Álbum                                        |
| --------------------------------------------------- | ----------------- | ------------------------------------------ | ------------------------------------------ | -------------------------------------------- |
| "All Night Long (Soul Players Remix)"               | 2011              | (pré-Top Português de Singles)             | (pré-Top Português de Singles)             | —                                            |
| "Tempo É Dinheiro"                                  | 2015              | 2016                                       | 86                                         | Leva-me a Sério (edição original e reedição) |
| "Parte-me O Pescoço"                                | 2015              | 2016                                       | 38                                         | Leva-me a Sério (reedição)                   |
| "Como Ela É Bela"                                   | 2015              | 2016                                       | 13                                         | Leva-me a Sério (edição original) e reedição |
| "Makeup"                                            | 2016              | 2016                                       | 20                                         | —                                            |
| "One Night Stand"                                   | 2016              | —                                          | —                                          | —                                            |
| "Manto de Água" (com Ana Moura)                     | 2017              | 2017                                       | 88                                         | No Fame                                      |
| "Queres Ou Não Queres"                              | 2017              | —                                          | —                                          | —                                            |
| "Pensa Em Nós"                                      | 2017              | —                                          | —                                          | —                                            |
| "Minha Flor"                                        | 2017              | —                                          | —                                          | No Fame                                      |
| "Até Ao Fim" (com Diogo Piçarra)                    | 2018              | 2018                                       | 10                                         | No Fame                                      |
| "Falas Demais"                                      | 2018              | —                                          | —                                          | No Fame                                      |
| "Vai Madonna!!!"                                    | 2018              | —                                          | —                                          | No Fame                                      |
| "Respirar" (com Carolina Deslandes & Diogo Piçarra) | 2018              | —                                          | —                                          | —                                            |
| "Coração Não Tem Idade - Cover Version"             | 2018              | —                                          | —                                          | —                                            |
| "Nevoeiro" (com Papillon)                           | 2019              | —                                          | —                                          | —                                            |
| "Alma"                                              | 2020              | —                                          | —                                          | —                                            |
| "Prescrever"                                        | 2021              | —                                          | —                                          | Cantar Carneiros                             |
| "Mesa Para Dois"                                    | 2021              | —                                          | —                                          | Cantar Carneiros                             |
| "Nas Novelas"                                       | 2022              | —                                          | —                                          | Cantar Carneiros                             |
| "Espinhos"                                          | 2024              | —                                          | —                                          | —                                            |
| "Espelhos"                                          | 2024              | —                                          | —                                          | —                                            |
| "Entrelinhas"                                       | 2024              | —                                          | —                                          | IMPERFEITO V2                                |

Colaborações
- Soul D - "Só Faltas Tu, Acredita" (2010)
- Paulo de Carvalho - "O Meu Mundo Inteiro" & "Cacilheiro" (2011)
- C4 Pedro - "Estragar" (2014) (POR: n.º 96)
- Dengaz - "Encontrei" (2015)
- Carolina Deslandes - "Mountains" (2014)
- Jimmy P - "Dois Dias" (2015)
- C4 Pedro - "Estragar" (2015)
- Karetus - "Castles in the Sand" (2015)
- Yuri da Cunha - "Mais Que Amor (N'Gakuzolu)" (2018)
- Manu Gavassi - "Ninguém Vai Saber" (2018)
- 9 Miller - "De Volta" (2019) (POR: n.º 29)
- Vitão - "Mais Que Bom" (2020) (POR: n.º 158)
- Fernando Daniel - "Sem Ti" (2020) (POR: n.º 171)
- ProfJam - "Alguém Como Tu" (2021) (POR: n.º 16)
- Salvador Sobral - "Vertigem" (2022)
- D'ZRT - "Querer Voltar - Encore Sessions" [como parte do projeto Eulália] (2022)
- PICAS - "Volta Para Mim" (2022)
- Mizzy Miles - "Premium" (2025)

## Prémios
Em 2015, Agir foi o vencedor do Best Portuguese Act, atribuído no contexto dos MTV Europe Music Awards desse ano. 
No ano seguinte, em 2016, venceu o Prémio José da Ponte, atribuído pela Sociedade Portuguesa de Autores, que visa distinguir jovens criadores musicais portugueses, com um valor pecuniário de dois mil euros.
Também em 2016, foi-lhe atribuído um Globo de Ouro, na categoria de Melhor Intérprete Individual, atribuído pelo seu trabalho realizado ao longo do ano anterior. Na mesma edição dos Globos de Ouro, "Tempo É Dinheiro" estava nomeado para Melhor Música, mas esse prémio acabou por ser atribuído a Ana Moura, pela canção "Dia de Folga". "Manto de Água", single de Agir com a participação de Ana Moura, esteve nomeado para a categoria de Melhor Música na edição de 2018 dos Globos de Ouro,tendo perdido para Salvador Sobral, que venceu essa categoria com a canção com que ganhou o Festival Eurovisão da Canção de 2017, "Amar Pelos Dois". 
Ainda em 2016, Agir foi homenageado com uma estrela no Nirvana Studios - Wall of Fame.